# Frans Wong
Frans Johannes Hubertus (Frans) Wong (Roermond, 27 januari 1923 - Amsterdam, 4 juni 2003) was een Nederlandse arts, seksuoloog, activist en schrijver. Hij werd bekend als oprichter van een van de eerste abortusklinieken van Nederland. Gedurende zijn leven zette hij zich in voor vrouwenrechten en de rechten van het ongeboren kind. Hij overleed aan slokdarmkanker.

## Studie
Frans Wong doorliep in Roermond het gymnasium en verhuisde naar Amsterdam voor de studie geneeskunde die hij volgde aan de Gemeentelijke Universiteit van Amsterdam. Met het uitbreken van de Tweede Wereldoorlog was hij gedwongen deze studie illegaal voort te zetten. In 1952 legde Wong zijn artsexamen af, zijn coschappen deed hij deels in Rotterdam. Hier vestigde hij zich als huisarts met een eigen praktijk waar hij veel prostituees uit Katendrecht zou ontvangen die hem zouden inspireren voor zijn promotieonderzoek. In 1961 promoveerde hij met een dissertatie dat het eerste geneeskundig proefschrift over prostitutie werd en uitvoerig in de pers werd uitgelicht.

## Werk
Wong legde in 1952 zijn artsexamen af en richtte een jaar later een huisartsenpraktijk op in Rotterdam, waar hij tot het inzicht kwam dat veel vrouwen behoefte hadden aan een vorm van geboorteregeling. Tevens ontving hij vele patiënten met een ongewenste zwangerschap en de vraag om deze te onderbreken. Wong aborteerde daarom reeds op kleine schaal in 1957. In september 1968, inmiddels naar Amsterdam verhuist, richtte hij de eerste abortuscommissie op die bestond uit verschillende artsen en een psychiater. In samenwerking met de Nederlandse Vereniging voor Seksuele Hervorming (NVSH) werd een studie naar 450 geaborteerde vrouwen en hun motieven om hun zwangerschap te onderbreken, in 1971 gepubliceerd en aan de Tweede Kamer en regering aangeboden. Hoewel abortus nog steeds illegaal was, doch gedoogd, werd hier met grote interesse op gereageerd. Het onderzoek vormde een afspiegeling van de Nederlandse samenleving en toonde aan dat ook getrouwde en gelovige vrouwen voor een zwangerschapsonderbreking kozen. 
De groep vrouwen die wenste hun zwangerschap te onderbreken nam toe, en eind 1967 bleken er niet voldoende gynaecologen bereid te zijn om aan de vraag te voldoen. Wong besloot daarom over te gaan op een grotere aanpak van het kwestie, en besloot dat een abortus voortaan een poliklinische ingreep moest worden. Echter nog altijd rustte er een groot taboe op het onderwerp, ook in medische kringen. Na verschillende mislukte pogingen artsen bijeen te krijgen en polikliniek op te richten, deed hij dit uiteindelijk zelf. Dit zou de Polikliniek Oosterpark in Amsterdam worden.

## Privé
Wong werd geboren in Roermond in een katholiek gezin van negen kinderen. Zijn moeder was Limburgse, dochter van architect Caspar Franssen. Zijn vader was huisarts van Chinees-Surinaamse afkomst, geboren in Albina, Suriname, en naar Nederland geëmigreerd om geneeskunde te studeren. Wong's broers waren beeldhouwers Dolf en Jos Wong. Tijdens de Tweede Wereldoorlog was Wong actief in de Verzetsbeweging in Amsterdam. In 1963 verhuisde Wong met zijn gezin naar Liberia, waar hij tot 1965 werkte als arts. Met het openen van Polikliniek Oosterpark in 1970 werd zijn gezin (inmiddels hertrouwd met zijn tweede vrouw) veelvuldig bedreigd door tegenstanders van abortus. Met zijn flamboyante levensstijl haalde hij regelmatig de krantenkoppen.
Wong trouwde vier keer in zijn leven en kreeg zeven kinderen. Met zijn laatste vrouw bleef hij tot zijn dood in 2003.

## Publicaties
Gedurende zijn leven publiceerde Wong verschillende werken, waaronder een autobiografie.
- Engeltjesmaker, het leven van een abortuspionier.[9] Nijgh & van Ditmar, 1998. (Autobiografie)
- Abortus voor het kind. Uitgeverij Contact - Amsterdam, 1975.
- Ongewenste zwangerschap, een onderzoek naar de motieven en achtergronden van 450 medisch geaborteerde vrouwen. Boom, NVSH, uitgevers, 1971.
- Prostitutie, liefde en huwelijk. Een poging tot verheldering. Wetenschappelijke Uitgeverij N.V., 1967.
- Prostitutie, een fenomenologische studie uit een huisartsenpraktijk. Uitgeverij Erven J. Bijleveld - Utrecht, 1961. (Promotieonderzoek)

## Erkenning
- Wegens "uitzonderlijke verdiensten" werd Wong in 1992 benoemd tot erelid van het Nederlands Genootschap van Abortusartsen (NGVA).